# Pseudonapomyza stanionyteae
Pseudonapomyza stanionyteae är en tvåvingeart som beskrevs av Pakalniskis 1992. Pseudonapomyza stanionyteae ingår i släktet Pseudonapomyza och familjen minerarflugor.
Artens utbredningsområde är Litauen. Inga underarter finns listade i Catalogue of Life.